# Gastronomía de la provincia de Barcelona

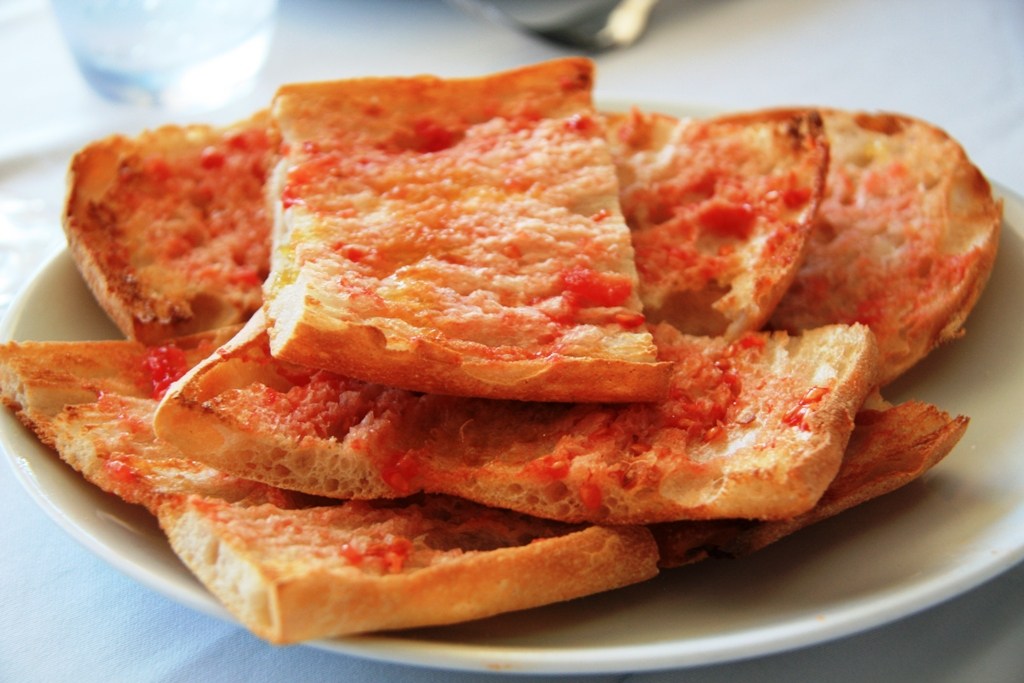
Pa amb tomàquet (Pan con tomate).

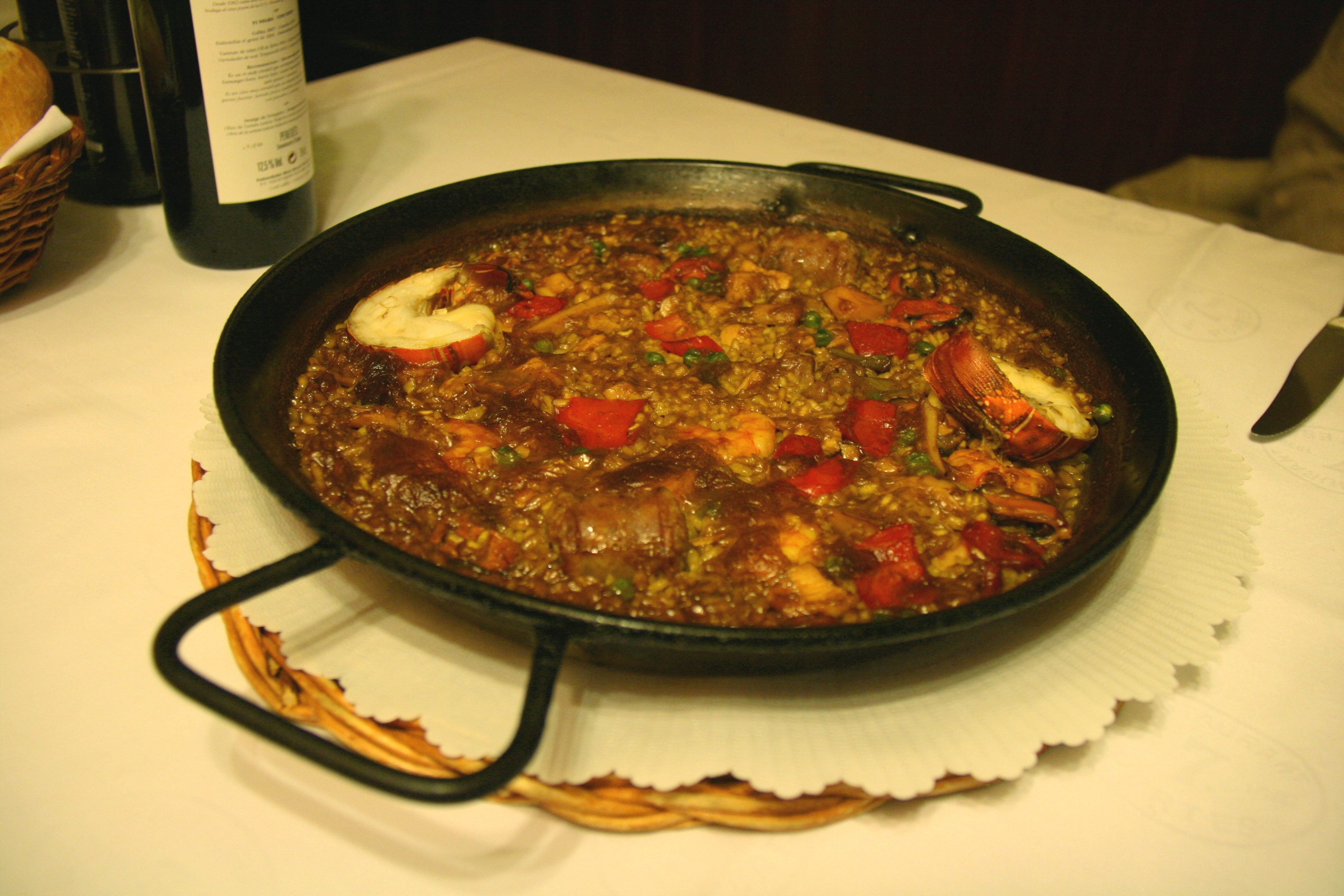
Paella Parellada del 7 Portes en plena Ciudad Condal.

La gastronomía de la provincia de Barcelona es el conjunto de platos y costumbres culinarias existentes en la provincia de Barcelona. En ella se incluye la culinaria de su capital: Barcelona. La provincia posee una variada geografía montañosa a la par que una de las costas más pobladas de la península ibérica, así como la provincia con mayor densidad de población de Cataluña. El área rural posee una cocina tradicional, mientras que en el área urbana aparecen diversas cocinas extranjeras como la cocina del Magreb, China y de África a causa de la inmigración que ha ido recibiendo la provincia a lo largo del siglo XX. 

## Historia
Entre las muchas reseñas históricas de la provincia cabe destacar que es en Barcelona donde se imprime el primer libro de cocina de España. Se escribió aproximadamente en 1477 por Ruperto de Nola.
Un anónimo recetario titulado La cuinera catalana escrito en 1835 describe guisos y preparaciones tradicionales de la cocina catalana. De esta época cabe destacar la aparición en la ciudad Condal de restaurantes, ya centenarios, como el 7 Portes y Los Caracoles.
Además, Barcelona es una ciudad con mayor cantidad y variedad de restaurantes, ya que es también la ciudad mayor.  Posee una gran variedad de restaurantes que distan mucho según los gustos y presupuestos de los comensales.

## Ingredientes
Existe una gran variedad de ingredientes que van desde el interior montañoso de la provincia, hasta los productos de la costa procedentes del mar. Esta abundancia queda reflejada en unas preparaciones culinarias tradicionales que combinan los productos de interior con los del mar. Este concepto se resume en un conjunto de platos que se denomina el mar i muntanya (mar y montaña). Entre las salsas más populares en la provincia se encuentra el alioli (que participan en tapas como el popular pincholi), su variante levantina como la mahonesa, la picada y en algunos casos por influencia de la cocina tarraconense la salvitxada (al igual que el romesco).

### Verduras y frutas
Los platos de arroz más populares son el arroz parellada (arròs Parellada, típico de la ciudad de Barcelona). Entre los productos de trigo se tienen las cocas, siendo la más popular la de recapte, la coca de Montserrat, etc. Entre la elaboración del pan se tienen especialidades como el pan de payés. Entre los productos de trigo uno de los más característicos de la provincia es el Pa amb tomàquet (pan con tomate), que se prepara untando el tomate en el pan, luego se le añade aceite de oliva y sal. 
Entre las hortalizas se pueden encontrar diversas ensaladas (denominadas esqueixadas), la escalivada, etc.

## Repostería
La repostería de la provincia tiene diversas preparaciones, algunas de ellas relacionadas con el santoral, siendo famosos el día 1 de noviembre, día de Todos Los Santos, los tradicionales panellets, pequeños dulces elaborados con mazapán y turrón, elaborándose de diversos sabores como chocolate, café, etc. Los panellets son muy populares durante la celebración de la Castanyada. Los pets de monja (cuya traducción es pedos de monja), denominadas también paciencias de San Blas son muy populares en la ciudad de Barcelona, el mató de Pedralbes, los xuixo, una especie de fruta de sartén rellena de crema. De la misma forma son populares los tortells, los pasteles elaborados con bizcocho, las ensaimadas, el "braç cremat", que es una especie de brazo de gitano, 